# Eugendo
Eugendo (del francés: Oyand, Oyan) (Izernore, 449-Condat, 1 de enero de 510) fue religioso y santo católico. Eugendo fue el cuarto abad del monasterio de Condat (Jura).

## Hagiografía
Eugendo fue criado en el arte de las letras por su padre y, a los siete años, fue cedido a los santos Román y Lupicino para encargarse de su educación en el monasterio de Condat, en la Jura francesa, lugar del que nunca más volvió a salir. Eugenio leyó a los autores griegos y latinos, y estaba muy versado en la Escritura. El abad Minausio lo nombró su coadjutor, y después de su muerte (c. 496) le sucedió en el cargo de abad. 
Su vida fue muy austera y estaba tan apartado de las pasiones, que parecía incapaz de experimentar la ira. De hecho, no consiguieron persuadirle a aceptar la ordenación sacerdotal. Bajo su dirección, se erigió un nuevo monasterio de piedra, después que el primero de madera fuera destruido por el fuego. También construyó una iglesia en honor de los apóstoles Pedro, Pablo y Andrés. El monasterio se erigió como un refugio para los que sufrían infortunio pero también como una escuela de conocimiento.
Por lo que hace referencia a la orden, dejó las reglas de los monasterios orientales para tomar el carácter más activo de los hermanos occidentales bajo la regla de Tarnate. En 510, convocó al hermano nombrado para ungir a los enfermos; Eugendo le pidió, según la costumbre de la época, que le ungiera el pecho, y murió cinco días más tarde, a los sesenta y uno de edad.
Pocos años después de su muerte, su sucesor, San Vivenciolo, erigió una iglesia sobre su tumba, a la cual llegaron numerosos peregrinos. Se fundó un pueblo, el cual fue llamado igual que el santo, San Oyand de Joux, y el cual retuvo ese nombre tan tarde como en los siglos XVI y XVII, mientras que su antiguo nombre de Condat pasó al olvido. De él tomó el nombre de Saint Oyend la famosa abadía de Condat, a siete leguas de Ginebra; dicho nombre fue cambiado por el de Saint-Claude en el siglo XIII, en honor del obispo de Besanzon.